# Sara Daavettila
Sara Daavettila (* 17. Dezember 1997) ist eine US-amerikanische Tennisspielerin.

## Karriere
Daavettila begann mit vier Jahren das Tennisspielen. Sie spielt bislang fast ausschließlich Turniere auf der ITF Women’s World Tennis Tour, wo sie bisher drei Titel im Einzel und zwei im Doppel gewinnen konnte.
2014 wurde sie Spielerin des Jahres an der Williamston High School.
2023 im Juni gewann sie zusammen mit Katherine Hui ihren ersten ITF-Titel im Doppel beim ersten von sieben Turnieren der SoCal Pro Series in San Diego.

## College Tennis
Daavettila spielte 2016 bis 2021 für das Damentennisteam der North Carolina Tar Heels der University of North Carolina at Chapel Hill.

## Turniersiege

### Einzel
| Nr. | Datum           | Turnier   | Kategorie | Belag     | Finalgegnerin   | Ergebnis         |
| --- | --------------- | --------- | --------- | --------- | --------------- | ---------------- |
| 1.  | 18. Juni 2023   | San Diego | ITF W15   | Hartplatz | Chanel Simmonds | 7:63, 7:5        |
| 2.  | 9. Juni 2024    | San Diego | ITF W15   | Hartplatz | Maya Iyengar    | 6:0, 6:0         |
| 3.  | 9. Februar 2025 | Monastir  | ITF W15   | Hartplatz | Alexis Blokhina | 7:5, 4:3 Aufgabe |

### Doppel
| Nr. | Datum             | Turnier   | Kategorie | Belag     | Partnerin     | Finalgegnerinnen               | Ergebnis  |
| --- | ----------------- | --------- | --------- | --------- | ------------- | ------------------------------ | --------- |
| 1.  | 17. Juni 2023     | San Diego | ITF W15   | Hartplatz | Katherine Hui | Malaika Rapolu Anita Sahdijewa | 7:64, 6:4 |
| 2.  | 16. November 2024 | Clemson   | ITF W15   | Hartplatz | Makenna Jones | Olivia Bergler Sophia Biolay   | 7:64, 6:4 |

## Persönliches
Daavettila besuchte die Williamston High School.

## Auszeichnungen
2021 Honda Sport Award